# Šerif (ime)
Šerif je moško osebno ime

## Različice imena
- Šerifa, ženska oblika imena Šerif.

## Izvor imena
Ime Šerif je muslimansko ime, ki izhaja turškega imena Şerîf, ki pa je nastalo iz arabske besede šärîf v pomenu »plemenit, ugleden, časten, slaven«. Ime Šerif  imajo v Sloveniji muslimanski priseljenci ter njihovi potomci.

## Pogostost imena
Po podatkih Statističnega urada Republike Slovenije je bilo na dan 31. decembra 2007 v Sloveniji število moških oseb z imenom Šerif:153. Med vsemi moškimi imeni pa je ime Šerif po pogostosti uporabe uvrščeno na 467. mesto.